# 호텔신라
호텔신라(영어: Hotel Shilla)는 대한민국의 관광업체로, 삼성그룹의 관광 계열사이다. 면세유통사업, 호텔사업 및 생활레저사업을 운영중이다. 1973년 2월 14일 삼성그룹 내 호텔사업부 창설을 필두로 하여 서울, 제주에 호텔을 건립하고 2006년부터 중국 쑤저우 신라호텔을 위탁 운영을 시작했다. 개관 이후 각종 정상회담이 열리고 있다.

## 연혁
- 1973년 3월: 삼성그룹에서 호텔사업부를 창설[1]
- 1973년 5월: 임페리얼 주식회사 설립[1]
- 1973년 7월: 서울특별시 중구 장충동에 있던 영빈관을 인수
- 1973년11월: 호텔 기공식을 열고 상호 변경을 현재의 신라로 변경
- 1979년 3월: 호텔신라 전관을 개관
- 1988년 3월: 제주신라호텔을 기공
- 1990년 7월 1일: 제주신라호텔 개관
- 1991년 3월: 한국증권거래소에 주식을 상장
- 1995년 7월: 종업원지주제를 도입
- 1999년 4월: 공정거래위원회로부터 삼성 대규모 기업집단 소속회사로 지정
- 1999년 5월: 홍콩 《아시안 비즈니스》지로부터 2년 연속 아시아 최고의 호텔로 선정
- 2000년 6월: 신제주 면세점을 개점
- 2001년 3월: FIFA(국제축구연맹) 선정 월드컵 VIP 투숙호텔로 선정
- 2003년: 한국표준협회가 선정하는 서비스 품질 우수기업에서 호텔부문 1위 수상

## 지점

### 신라호텔
- 서울신라호텔

서울신라호텔은 Leading Hotels of the World의 회원사로 1979년 3월 8일 서울특별시 중구 장충동에 서울신라호텔 전관 개관. ZAGAT 100대 호텔 선정. 남산 중턱인 서울특별시 중구 동호로 249 (장충동2가)에 위치. 본관(지상 23층, 지하3층), 영빈관, 면세점, 주차타워로 구성되어 있다. 스위트룸 25개 실 포함하여 464실의 객실과 더 파크뷰 등 8개의 식음료장, 13개의 연회장, 컨퍼런스센터, 피트니스 클럽, 실내외수영장, 스파, 사우나, 명품아케이드 등의 부대 시설이 있음. 인테리어 디자이너 '피터 리미디우스(Peter Remedios)'의 연출로 나무와 돌 등의 자연친화적 소재를 사용하고 자연채광을 최대 활용한 인테리어를 선보임. 서울신라호텔이 가나화랑과 함께 조성한 1만 2천여 평의 야외 조각공원은 국내외로 작품 활동을 펼치고 있는 40여 명 현대 작가들의 조각 작품 70여 점이 전시. Travel&Leisure 500대 호텔 선정. 국내 호텔 중에서는 유일하게 미국과 러시아, 일본, 중국의 수반들이 모두 다녀간 호텔로 기록.
- 제주신라호텔

1990년 7월 제주특별자치도 서귀포시에 제주신라호텔, 1998년 증축동 개관. 프랑스의 OGAWA&FERRE 사에서 인테리어. 429개 객실 및 한식 포함 6개의 식당과 바, 8개의 연회장, 카지노, 스파 등으로 이루어짐. 2008년 제주호텔 GAO, TPO 서비스 국내 최초 시행. 제주신라호텔의 로비와 복도 곳곳에는 살바도르 달리의 스페이스비너스를 포함한 약 400여 점 이상의 국내외 유명 작가들의 작품이 장식되어 있다.

### 신라스테이
- 신라스테이 동탄

2013년 11월 1일 경기도 화성시 노작로 161 (반송동)에 지상 29층 규모로 개관하였으며 286개 객실을 갖추고 있다.
- 신라스테이 역삼

2014년 10월 1일 서울특별시 강남구 언주로 517 (역삼동)에 지상 16층/지하 5층 규모로 개관하였으며 306개 객실을 갖추고 있다.
- 신라스테이 제주

2015년 3월 1일 제주특별자치도 제주시 노연로 100 (연동)에 지상 12층/지하 2층 규모로 개관하였으며 301개 객실을 갖추고 있다.
- 신라스테이 서대문

2015년 5월 1일 서울특별시 서대문구 충정로 76 (미근동)에 지상 27층/지하 3층 규모로 개관하였으며 319개 객실을 갖추고 있다.
- 신라스테이 울산

2015년 7월 15일 울산광역시 남구 삼산로 200 (달동)에 지상 22층/지하 3층 규모로 개관하였으며 335개 객실을 갖추고 있다. 인근에 롯데시티호텔 울산이 위치해 있다.
- 신라스테이 마포

2015년 9월 1일 서울특별시 마포구 마포대로 83 (도화동)에 지상 26층/지하 3층 규모로 개관하였으며 383개 객실을 갖추고 있다.
- 신라스테이 광화문

2015년 12월 22일 서울특별시 종로구 삼봉로 71 (수송동)에 지상 19층/지하 4층 규모로 개관하였으며 339개 객실을 갖추고 있다.
- 신라스테이 구로

2016년 2월 1일 서울특별시 동작구 시흥대로 596 (신대방동)에 지상 21층/지하 4층 규모로 개관하였으며 310개 객실을 갖추고 있다.
- 신라스테이 천안

2016년 7월 11일 충청남도 천안시 서북구 동서대로 177 (성정동)에 지상 17층/지하 2층 규모로 개관하였으며 309개 객실을 갖추고 있다.
- 신라스테이 삼성동

2020년 4월 1일  서울시 강남구 영동대로  506 (삼성동)  지상 21층/지하 3층 규모로 개관하였으며 309개 객실을 갖추고 있다.

### 신라면세점
- 신라면세점 서울점

1986년 7월 2일 서울신라호텔 내에 개점하였다. 서울신라호텔과 별개인 건물에 위치해 있다.
- 신라면세점 제주점

제주특별자치도 제주시 연동에 1989년 8월 개점. 지하 1층, 지상 2층의 단독건물로 300여 종류의 브랜드를 취급하고 있음. 1990년에 제주 면세점 신라호텔로 이전한 후 2000년 제주 면세점 신제주시로 확장 이전.
- 신라면세점 인천공항점

2008년 5월 인천공항점 여객터미널 매장 전장 개점, 6월 신규 탑승동 정식매장 전장 개점. 6,935m2 규모 인천공항 내 최대 매장. COSMETICS, PERFUMES, BOUTIQUE, WATCH, LEATHER, SHOES, SPORTS & CASUAL, C.JEWELRY, SUNGLASSES, KOREAN BRANDS 등의 품목을 취급하고 있음.
- 신라면세점 김포공항점

2011년 5월 13일 김포공항 국제선 청사 3층 출국장에 개점하였다.

### 신라모노그램 (Monogram)
글로벌 호텔 체인 브랜드로  베트남 다낭에 이어 미국, 중국, 인도네시아 등 10개 도시 진출을 계획하고 있다
https://www.shillamonogram.com

## 영업장 현황 요약
- 호텔사업

서울신라호텔 객실 464개, 연회장 13개, 식당 8개 27.7천평
제주신라호텔 객실 429개, 연회장 8개, 식당 7개 30.8천평
- 면세유통사업

신라면세점 서울점 283개 브랜드 1.2천평
신라면세점 제주점 143개 브랜드 0.6천평
신라면세점 인천공항점 235개 브랜드 2.1천평
신라면세점 김포공항점 영업면적 400.2m2
- 생활레저사업

VANTT
서초레포츠센터
- 입사 조건

전문대 졸업

## 수상실적
2006년 신라면세점 한국유통대상 대통령상 수상
2008년 LHW 연차총회에서 아시아호텔 최초 Gold Award 수상
2008년 2008 GAZZETTE 서울 최고 호텔
2008년 INSTITUTIONAL INVESTOR 세계 100대 호텔
2008년 LHW 리더스클럽 골든어워드 - 아시아최초
2008년 JALPAK 선정 최우수 호텔
2009년 미국 Zagat 선정, 국내 최고 호텔 선정
2009년 TTG Travel Award 서울 최고 시티호텔 - 국내유일
2009년 INSTITUTIONAL INVESTOR 세계 100대 호텔
2010년 미국 Institutional Investor 선정, 서울지역 1위

## 한복 출입금지 논란
2011년 4월 12일 한복 디자이너 이혜순이 서울 신라호텔 1층 뷔페 레스토랑 더 파크뷰에 한복을 입고 입장하려 하자 직원이 “위험한 옷”이라면서 출입을 거부하여 신라호텔에 대한 거센 비판이 제기됐다.
https://biz.chosun.com/site/data/html_dir/2011/04/14/2011041400767.html
이혜순은 《스캔들: 조선남녀상열지사》, 《쌍화점》 등에서 출연자들의 한복을 만든 디자이너였는데 당시 신라호텔은 한복과 트레이닝복 차림을 한 고객의 출입을 금지하고 있었다. 이로 인해 신라호텔 홈페이지는 항의글로 서버가 폭주했다. 신라호텔측은 공식적으로 사과문을 올리는 한편 이부진 사장이 이혜순에게 직접 사과한 것으로 알려졌다. 이러한 소식은 외신으로까지 퍼져나갔다. AFP통신은 "한국의 최고급 호텔에서 자국의 전통의상을 입지 못하게 하는 일이 일어났다"고 보도했고 이 보도를 인용한 다른 국가들의 언론들도 보도했다. 신라호텔은 2004년 일본 자위대 창설 기념행사에서 기모노 출입을 허용한 일이 알려지면서 누리꾼의 비난을 받기도 했다. 논란 이후 신라호텔측의 정책 수정으로 뷔페식당의 한복 입장이 가능하게 되었다.